# MV Aline Sitoe Diatta
MV Aline Sitoe Diatta ( IMO: 9383132,  MMSI: 663036000,  Pozivni znak: 6WIX), Ro-Ro brod/putnički brod izgrađen 2007. godine u brodogradilištu Fr. Fassmer GmbH & Co. KG., Berne, Njemačka. Brod je dobio po senegalskoj heroini Aline Sitoe Diatta.
U aktivnoj je službi od ožujka 2008. i plovi na liniji između Ziguinchora na rijeci Casamance u Senegalu i Dakara. Godine 2002 imao je sudar s brodom MV Le Joola u kojem je bilo 1 863 poginulih.
Dužina i širina broda su 76m × 15.9m i nosivosti je 693 t. maksimalna i prosječna brzina su 14.1 / 13.8 čvorova.